# الحضين بن المنذر
أبو ساسان الحضين بن المنذر بن الحارث بن وعلة الذهلي البكري (18 هـ - بعد 97 هـ / 639 م - بعد 715 م) تابعي من أهل البصرة وأحد سادات قبائل ربيعة وشجعانهم، ولد في خلافة عمر بن الخطاب  ، وشهد معركة صفين مع علي بن أبي طالب  وكانت معه راية قومه وعمره تسعة عشراً عاماً، وعاش حتى زمن الخليفة سليمان بن عبد الملك وتوفي في خلافته بعد عام 97 هـ في خراسان.

## نسبه
هو الحضين بن المنذر بن الحارث بن وعلة بن المجالد بن اليثربي بن الريان بن الحارث بن مالك بن شيبان بن ذهل بن ثعلبة بن عكابة بن صعب بن علي بن بكر بن وائل